# الرابطة البرلمانية 2009–10
الرابطة البرلمانية 2009–10 (بالإنجليزية: 2009–10 Isthmian League)‏ هو موسم من دوري إسثميان. كان عدد الأندية المشاركة فيه 66، وفاز فيه نادي دارتفورد.